# 張澯 (成化進士)
張澯（1462年—1519年），字仲湜，號涇川，廣西承宣布政使司桂林府全州（今廣西壯族自治區全州縣）人，一說廣西平南人，明朝政治人物，成化戊戌進士，官至南京兵部尚書。

## 生平
成化十三年（1477年），鄉試中舉。成化十四年（1478年）聯捷戊戌科進士，年僅十七歲，授翰林院庶吉士，改翰林院編修。弘治元年（1488年），擔任經筵講官，次年升翰林院侍講。弘治十四年，擔任順天府鄉試考官。弘治十八年，升任翰林院學士，改國子監祭酒。
正德二年（1507年），升任禮部右侍郎，后改左侍郎。正德四年（1509年），改任南京禮部尚書、南京戶部尚書。正德六年，改南京吏部尚書。正德九年，任南京兵部尚書、參贊機務。次年，加太子少傅。

## 家庭
曾祖张惠，政和知縣。祖父张辉，香山、翁源两县教谕。父亲張廷綸为天顺进士，曾孫張昌胤為崇禎進士。